# Kirvi
Kirvi je hora na ostrově Suðuroy (Faerské ostrovy). Nachází se poblíž vesnice Lopra v katastru obce Sumba.

## Popis
Kirvi je vysoká 236 metrů a má tvar trojbokého jehlanu. Jihozápadní svah spadá do moře a ve své dolní části přechází v klif. Vrcholek hory se nazývá Kirviskollur.

## Galerie

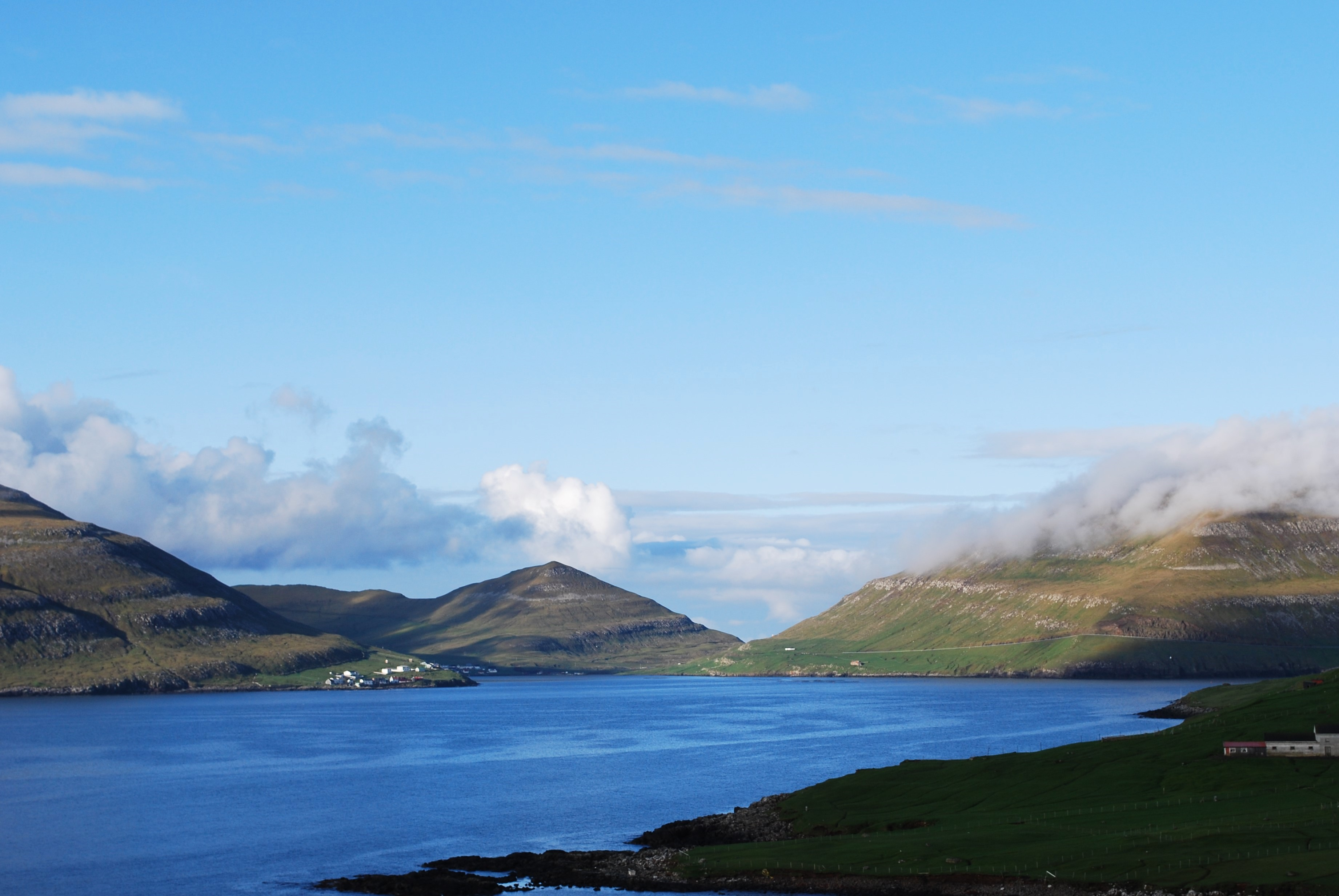
Kirvi seen from Porkeri
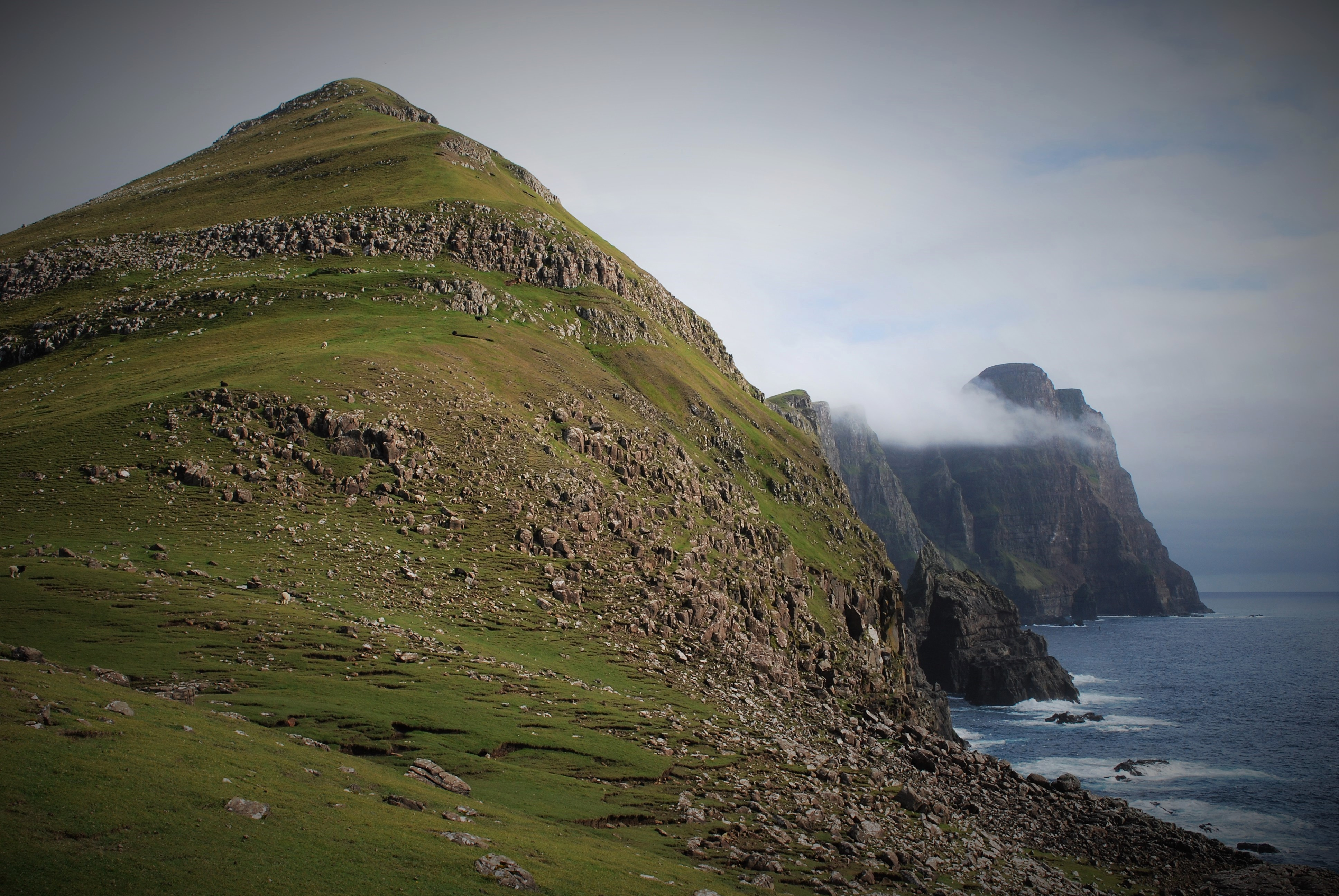
Kirvi, v dálce vpravo hora Beinisvørð
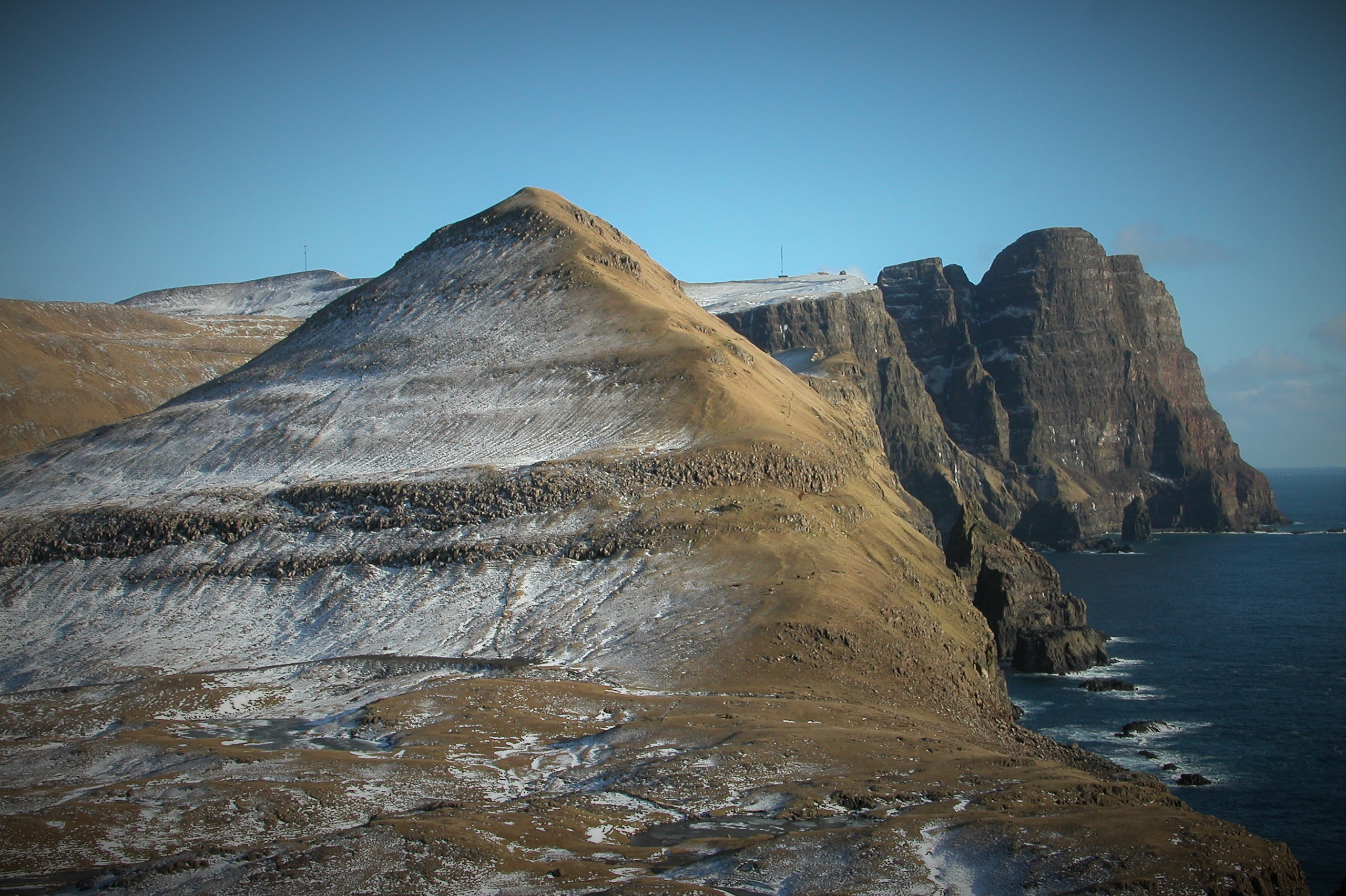
Kirvi
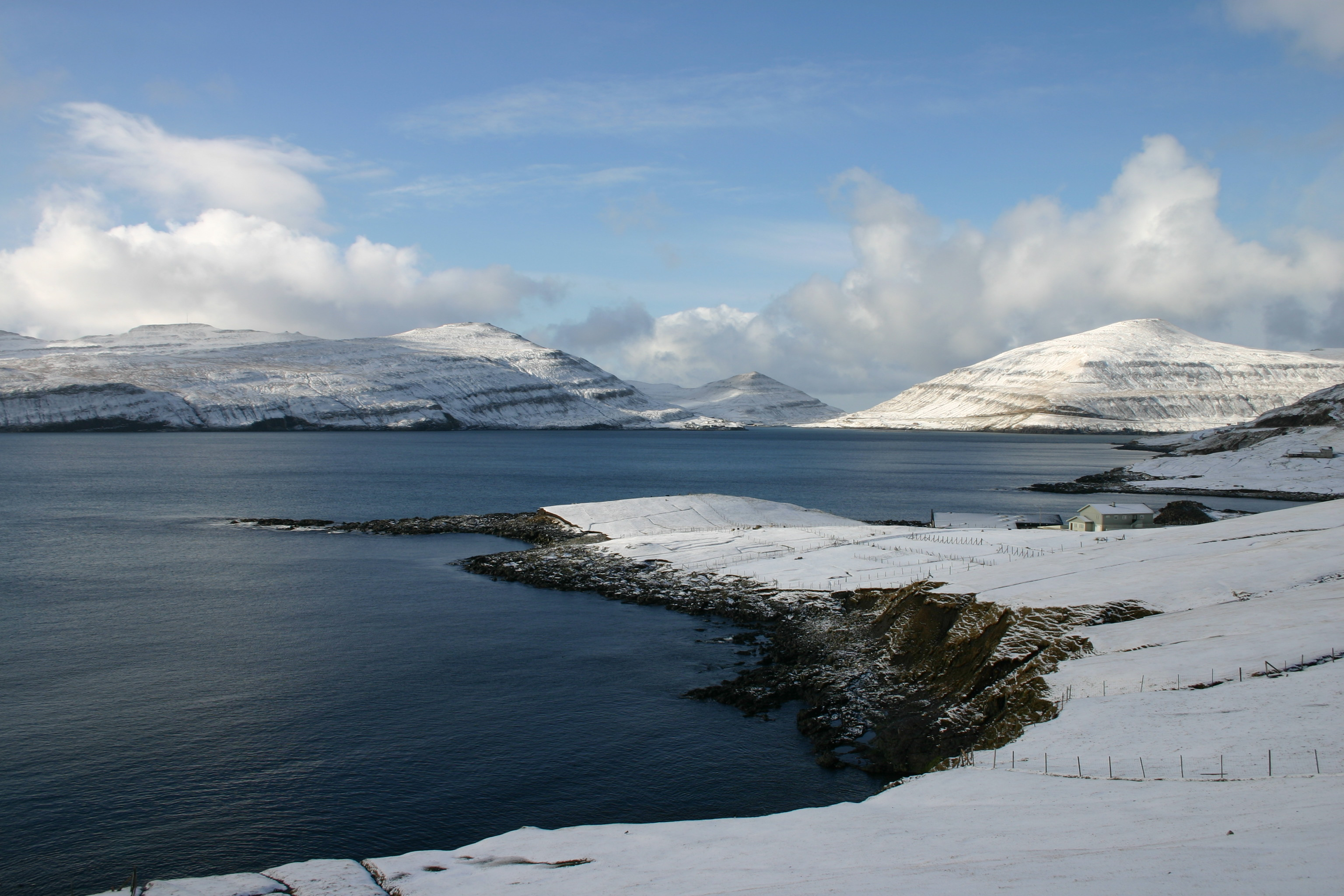
Kirvi (uprostřed) z vesnice Porkeri.